# 採礦工程師岩
採礦工程師岩（德語：Bergbauingenieurfelsen），是南極洲的岩石，位於毛德皇后地的阿斯特里德公主海岸，處於戴爾德加斯滕嶺以南，屬於東彼得曼山脈的一部分，由德國探險隊發現和拍攝照片，現時由南極條約體系管理。